# فسفر مونوکسید
مونوکسید فسفر (به انگلیسی: Phosphorus monoxide) یک ترکیب معدنی و یک رادیکال ناپایدار با فرمول مولکولی PO است.
مونوکسید فسفر به‌عنوان یکی از ترکیبات مولکولی معدود حاوی فسفر شناخته می‌شود که در خارج از کره زمین شناسایی شده‌است. سایر مولکول‌های حاوی فسفر که فضای خارجی یافت شده‌اند عبارت‌اند از فسفر نیترید، مونوفسفید کربن، فسفر دی‌کاربید، متیل‌ایدین‌فسفان و فسفین. مونوکسید فسفر در اطراف ستاره وی‌وای سگ بزرگ مشاهده شده‌است. مشخص شده است که این ترکیب در ابتدا در مناطق تشکیل ستاره تولید شده‌است و گمان می‌رود که توسط ستاره‌های دنباله‌دار در سراسر فضای بیرونی و حتی بر روی زمین که در دوران اولیه خود به‌سر می‌برده‌است، پراکنده شده باشد.  